# Дударев, Игорь
Игорь Дударев (12 августа 1993, Силламяэ, Эстония) — российский/эстонский футболист, защитник. Гражданин России, имеет постоянный вид на жительство в Эстонии.

## Биография
На молодёжном уровне играл за «Калев» Силламяэ, ФК «Пуума» Таллин, «Флору» Раквере. Во взрослом футболе дебютировал в 2009 году во втором составе «Тамме-Авто» Кивиыли.
10 июля 2010 дебютировал в высшей лиге Эстонии в составе «Калева». В сентябре 2016 разорвал контракт с клубом. За 7 лет сыграл в чемпионате 176 игр, забил 8 мячей, а также провёл 8 матчей в еврокубках. Серебряный (2014) и бронзовый (2013) призёр чемпионата страны, финалист Кубка Эстонии (2015/16).
21 февраля 2017 года подписал контракт с «Левадией», провёл в клубе три сезона. Трёхкратный серебряный призёр чемпионата (2017, 2018, 2019) и обладатель Кубка Эстонии (2017/18). Обладатель Суперкубка Эстонии 2018 года, в матче остался запасным. В составе «Левадии» сыграл 6 матчей в еврокубках. В 2020 году перешёл в «Таммеку» (Тарту), где выступал полтора сезона.
Осенью 2021 года играл за клуб чемпионата Мальты «Гудья Юнайтед».